# Ліси Нової Англії та Акадії
Ліси Нової Англії та Акадії (ідентифікатор WWF: NA0410) — неарктичний екорегіон помірних широколистяних та мішаних лісів, розташований на сході Північної Америки. Він включає горбисті рівнини, плато та гірські хребти, розташовані в Нью-Йорку і Новій Англії на північному сході США та в Квебеку і Приморських провінціях на сході Канади.

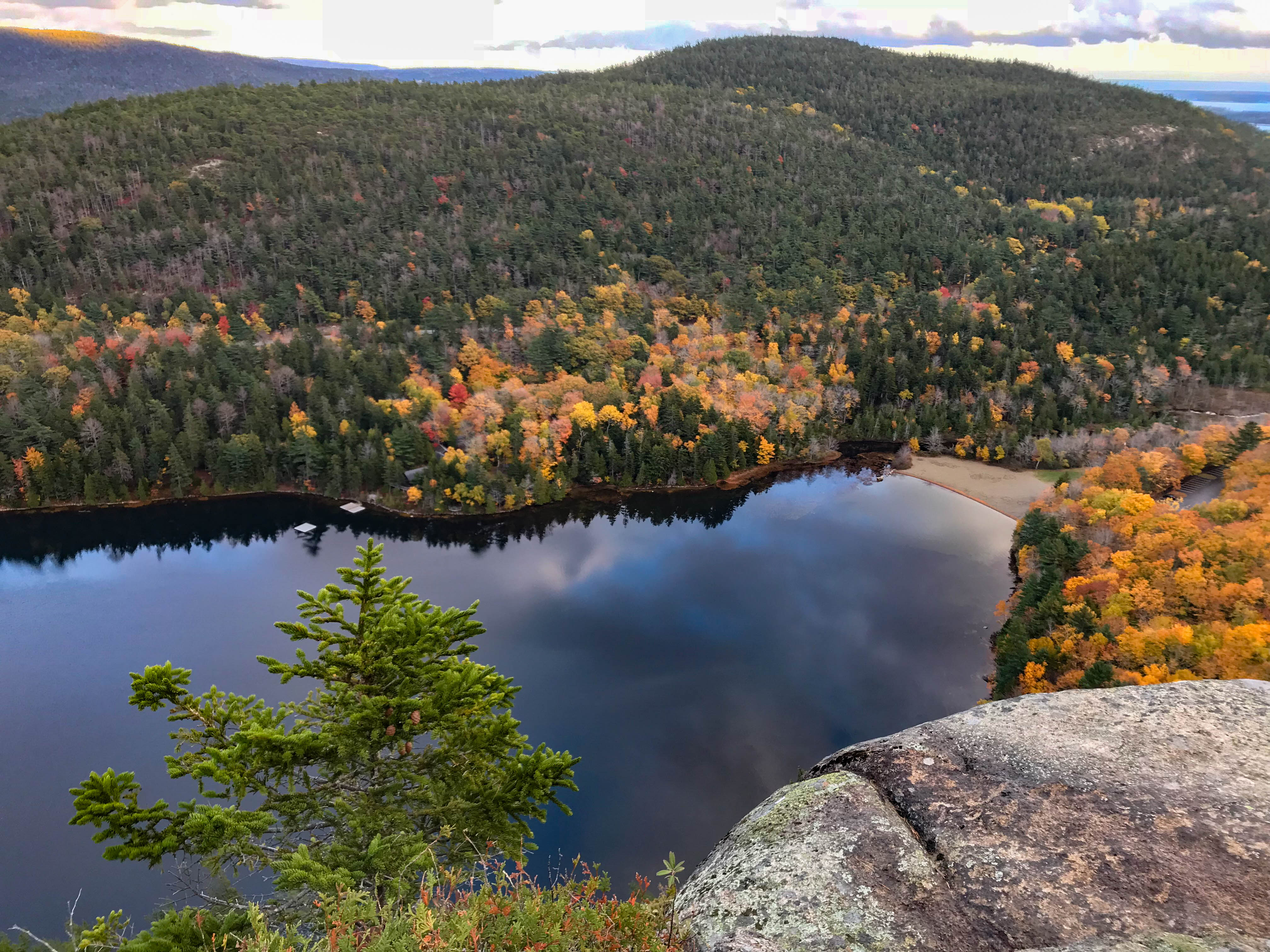
Мішані ліси у Національному парку Акадія (Мен, США)

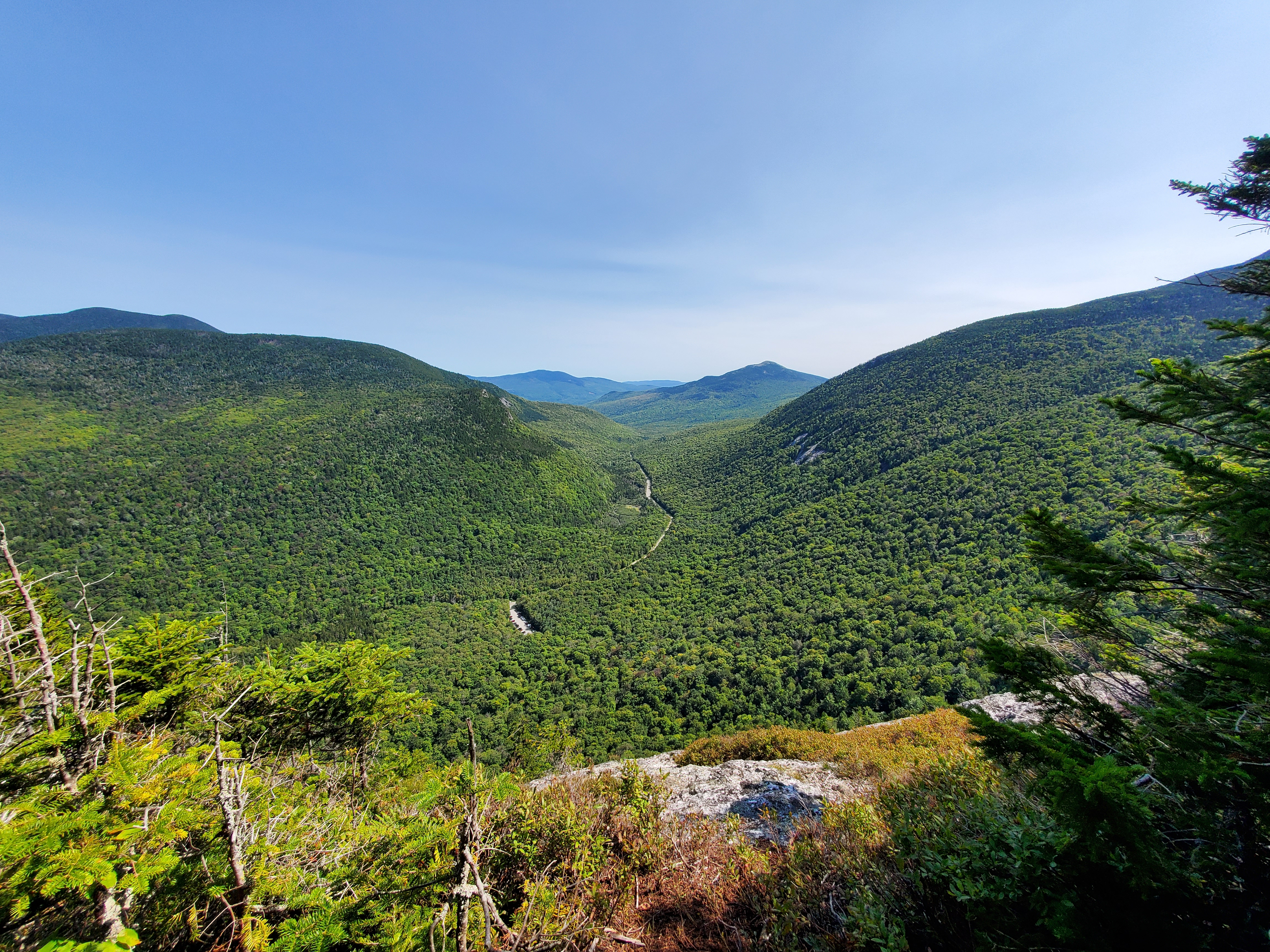
Ліси в парку Державний парк Графтон-Нотч (Мен, США)

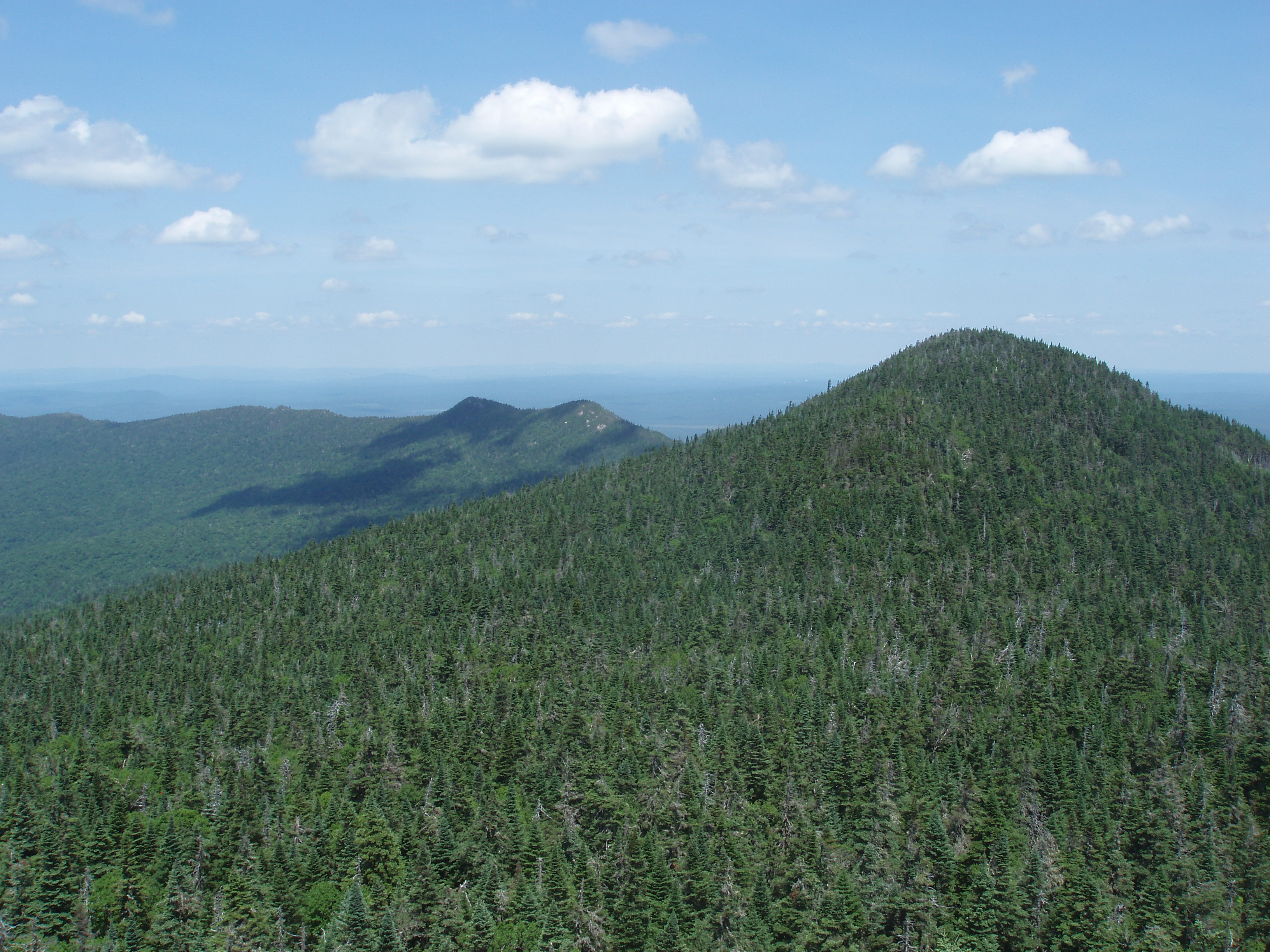
Хвойні ліси на горі Мон-Мегантік (Квебек, Канада)

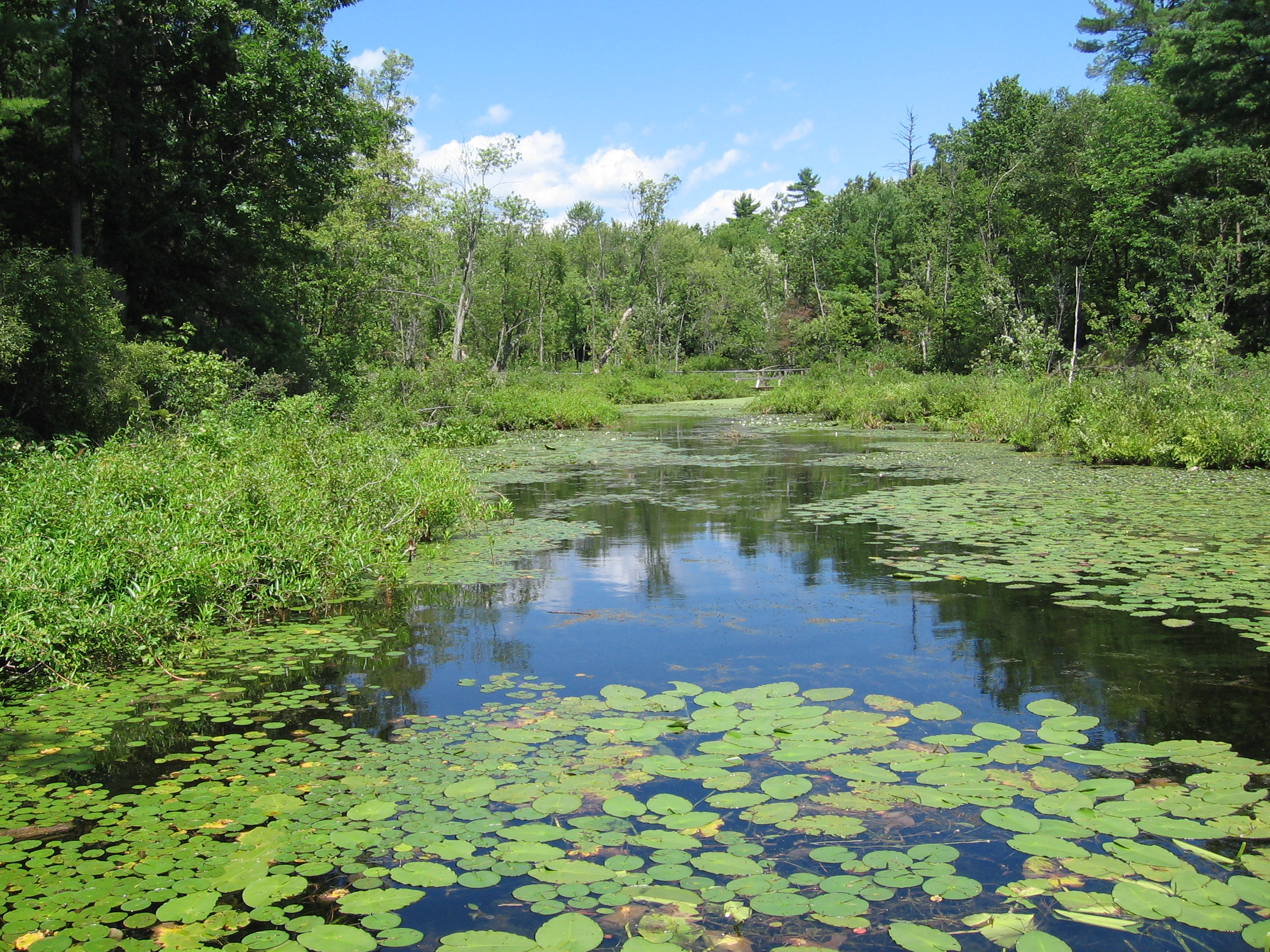
Ландшафт парка Провінційний парк Фронтенак (Квебек, Канада)

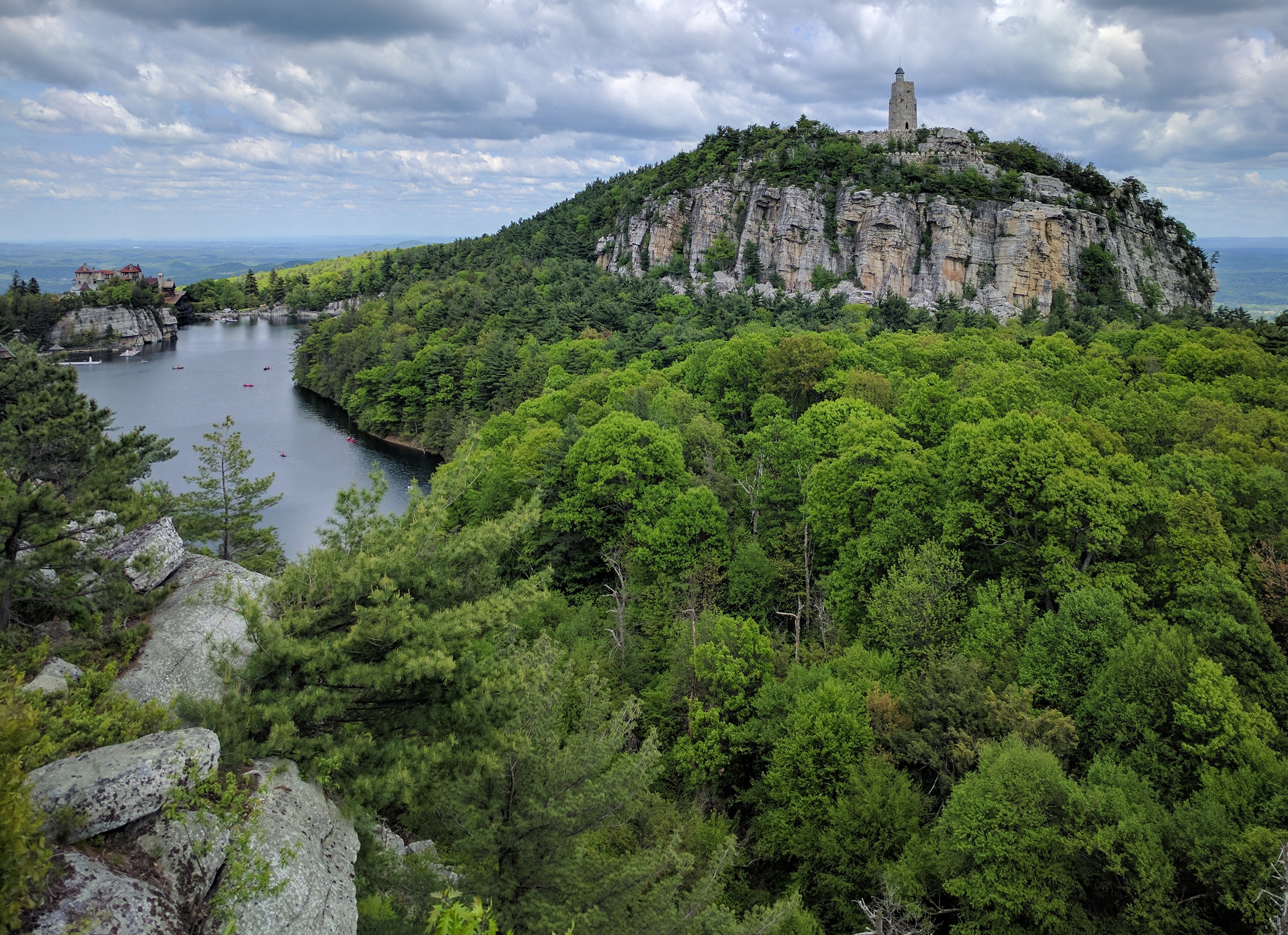
Ландшафт заповідника Мохонк (заповідник) (Нью-Йорк, США)

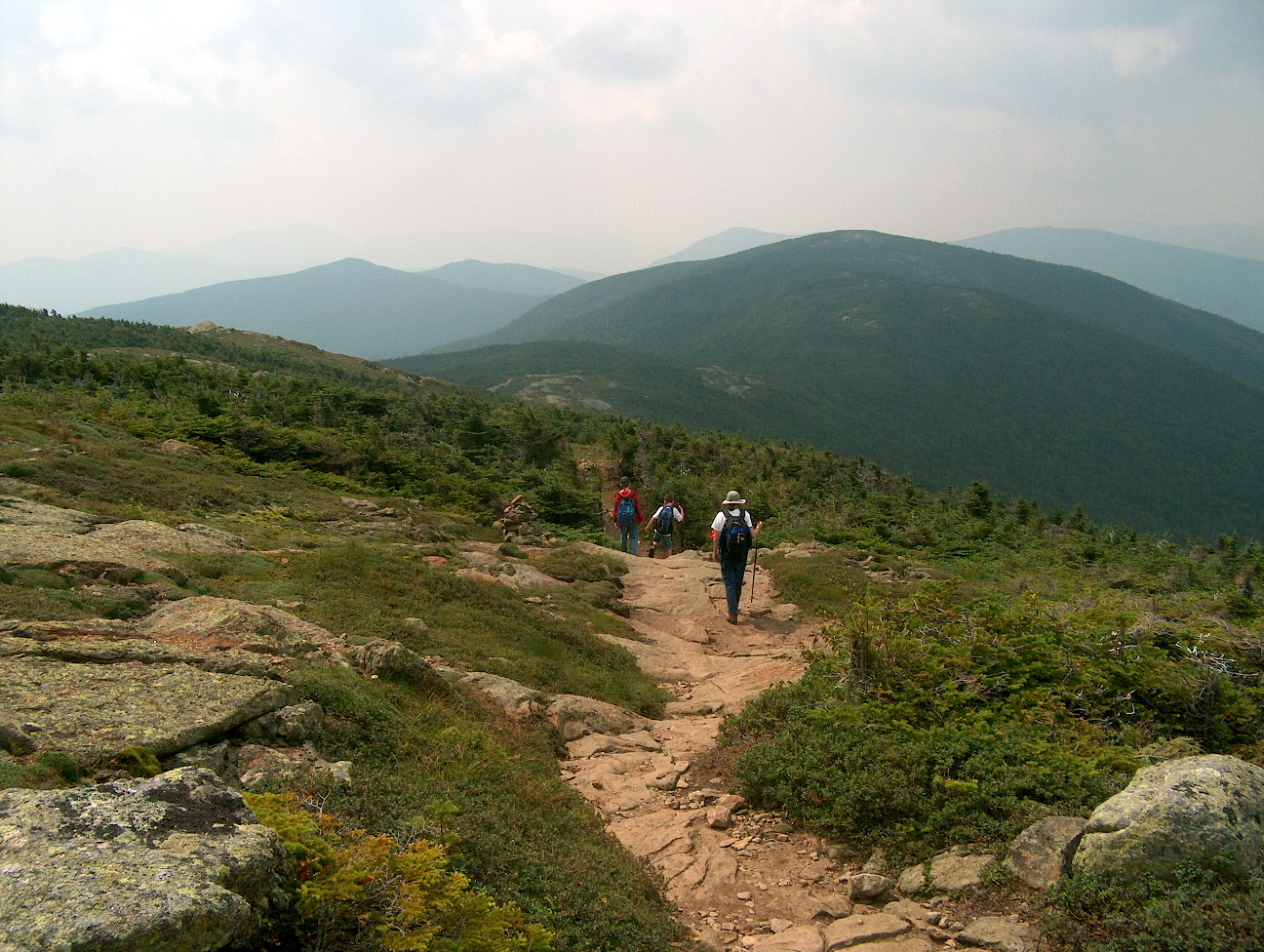
Високогір'я Зелених гір

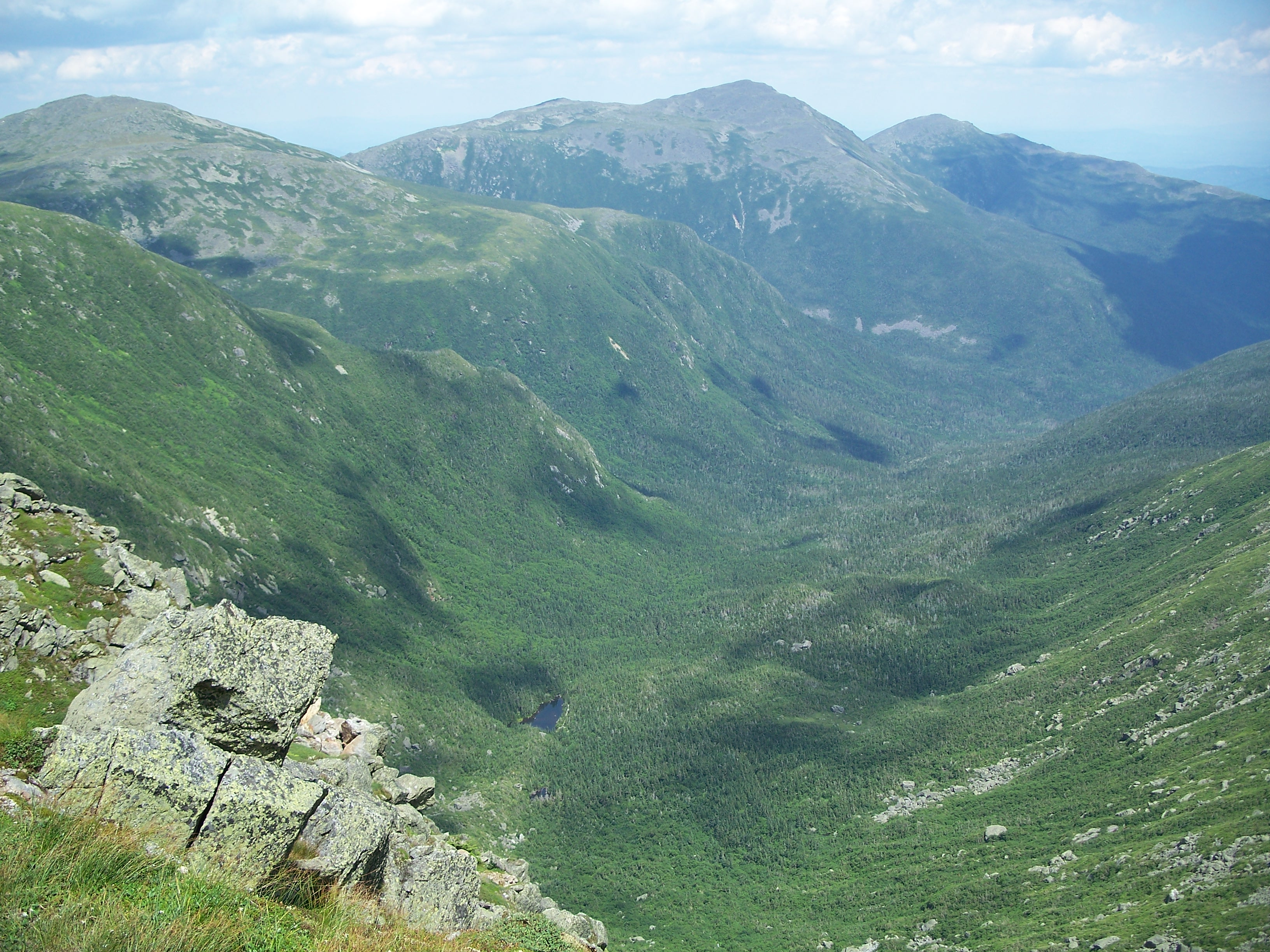
Зелені гори в штаті Вермонт, США

## Географія
Екорегіон лісів Нової Англії та Акадії охоплює значні території, розташовані на Атлантичному північному сході Північної Америки, на території Східної Канади та північного сходу США. Канадська частина екорегіону включає території Квебека, розташовані на південь від річки Святого Лаврентія, зокрема Східні кантони та регіон Бос, західні та південні райони Нью-Брансвіка, включно з долиною річки Сент-Джон та узбережжям затоки Фанді (близько половини території провінції), а також більшу частину Нової Шотландії. Деякі з цих територій входить до культурно-історичного регіону Акадія, де проживають франкомовні акадійці. Американська частина екорегіону включає більшу частину історичного регіону Нова Англія, зокрема більшу частину штатів Мен і Нью-Гемпшир (за винятком прибережних рівнин), більшу частину Вермонту (за винятком долин Шамплейну та Коннектикуту), північний захід Массачусетсу та Коннектикуту, а також райони на крайньому сході Нью-Йорка.
Рельєф регіону представлений горбистими рівнинами, плато та горами, які є частиною гірської системи Аппалачів. Основу складчастої системи Аппалачів складають палеозойські сланці та кварцити, а також граніти та метаморфічні породи. Північну частину Аппалачів в екорегіоні складають гори Нотр-Дам, які простягаються від півострова Ґаспе на південний захід до Вермонта. Далі на південь лежать Білі гори, де розташована гора Вашингтон — найвища гора екорегіону заввишки 1917 м, а також Зелені гори, які займають більшу частину Вермонту, та Беркшири — їх продовження в Коннектикуті та Массачусетсі. На крайньому південному заході екорегіону лежать гори Таконік, за якою лежить широка долина річки Гудзон. На схід від Аппалачів простягаються горбисті височини — височина Шальє, Нью-Брансвікська височина та Новоанглійська височина, які лежать на висоті 200-500 м над рівнем моря. В рельєфі півострова Нова Шотландія виділяють Кобеквідські гори та нагір'я Пікту-Антігоніш, а на острові Кейп-Бретон — Кейп-Бретонське нагір'я.
Під час останнього льодовикового періода територію екорегіону вкривав Лаврентійський льодовиковий щит, який сформував характерний рельєф гір і плато регіону, а також вплинув на розподіл типів ґрунтів і лісів. На відміну від багатьох інших гірських регіонів, які характеризуються малородючими високогір'ями, що переходять у родючі долини, тут найкращі для розвитку лісів ґрунти формуються на середніх схилах пагорбів і гір. Натомість у багатьох долинах містяться численні болота та озера, а їх ґрунти, що сформувались на льодовикових відкладах, є малородючими.
На південних низовинах, що лежать на узбережжі Менської затоки, розташований екорегіон прибережних лісів північного сходу США, а на північних низовинах, що лежать на узбережжі затоки Святого Лаврентія — екорегіон рівнинних лісів затоки Святого Лаврентія. На північ і північний захід від екорегіону поширені низинні ліси сходу Великих озер, а на північний схід, зокрема на півострові Ґаспе, — східноканадські бореальні ліси

## Клімат
В межах екорегіону переважає вологий континентальний клімат (Dfb за класифікацією кліматів Кеппена), який характеризується теплим вологим літом та холодною сніжною зимою. Оскільки з Атлантичного океану до регіону цілорічно надходять морські повітряні маси, опади тут рівномірно розподіляються протягом року, на відміну від лісів Аллеганської височини або лісів сходу Великих озер. Середньорічна кількість опадів в екорегіоні коливається від 1000 до 1600 мм, збільшуючись у напрямку до океанічного узбережжя та зі збільшенням висоти. У канадській частині екорегіону середньорічна температура коливається від 3 °C до 6,5 °C, збільшуючись із заходу на схід. Середня літня температура тут становить 14,5 °C, а середня зимова температура коливається від -7,5 °C на півночі Нью-Брансвікської височини до -1,5 °C на атлантичному узбережжі Нової Шотландії.

## Флора
Рослинний покрив екорегіону представлений мозаїкою чотирьох основних типів рослинних угруповань — хвойних лісів, мішаних лісів, альпійських луків та водно-болотних угідь. Розподіл хвойних та мішаних лісів регіону залежить від клімату, ґрунтів, близькості до Атлантики та режиму порушень. Загалом ліси регіону мають перехідний характер між бореальними ялиново-ялицевими лісами, поширеними північніше, та широколистяними лісами, поширеними південніше.
Лісовий ландшафт регіону різко змінився за останні 350 років. До появи в Північній Америці європейців Атлантичний північний схід був вкритий густими лісами, однак починаючи з XVII століття колоністи почали розчищати землю під сільськогосподарські угіддя настільки інтенсивно, що до середини XIX століття поля та пасовища займали майже три чверті території на півдні і заході Нової Англії. Однак пізніше внаслідок відкриття багатших сільськогосподарських угідь на Заході, будівництва залізниць, громадянської війни і навіть каліфорнійської золотої лихоманки люди почали покидати ферми. Наприкінці XIX століття на покинутих лісозаготівлях почали масово спалахувати пожежі, що призвело до посилення політики протипожежного захисту та до занепаду багатьох екосистем, що залежали від періодичних пожеж. Наразі ліси знову вкривають майже 75 % території Нової Англії. Мен, також відомий як Сосновий штат, вкритий лісами майже на 90 %, Нью-Гемпшир — майже на 85 %, а Вермонт — більш ніж на 77 %. Вони входять у першу п'ятірку серед штатів США за ступенем лісистості.

### Альпійські луки
На найвищих гірських вершинах екорегіону, розташованих вище верхньої межі лісу, що приблизно проходить на висоті 1300 м над рівнем моря, поширені альпійські луки та криволісся. Альпійські угруповання зустрічаються на найвищих вершинах Кейп-Бретонського нагір'я у Новій Шотландії, в Різдвяних горах у Нью-Брансвіку, на вершині Вашингтона та інших Білих гір у Нью-Гемпширі та на горі Катадін в штаті Мен.
На суворих західних і північнно-західних схилах високих гір поширені угруповання гірської тундри, у яких домінують трави та осоки. На західних схилах переважають невисокі чагарники з родини вересових (Ericaceae), зокрема лохина (Vaccinium uliginosum) та брусниця (Vaccinium vitis-idaea). У високогір'ях екорегіону знайшли притулок деякі види арктичних рослин, що залишилися тут після відступу льодовиків наприкінці Вісконсинського зледеніння.

### Хвойні ліси
Хвойні ліси поширені у Білих горах та у північних районах Новоанглійської височини, переважно в центральних і північних районах Мену, на висоті від 900 до 1300 м над рівнем моря. Вони також зустрічаються на узбережжі затоки Фанді, де клімат характеризується сильними вітрами і прохолодним літом, а піщано-гравійні ґрунти часто неглибокі та бідні на поживні речовини.
Основу хвойних лісів екорегіону складають червоні сосни (Pinus resinosa), бальзамисті ялиці (Abies balsamea) та червоні ялини (Picea rubens), які на півночі змінюються сизими ялинами (Picea glauca). На більш родючих ґрунтах на низьких висотах ростуть сосни Банкса (Pinus banksiana) та сосни Веймута (Pinus strobus). Присутність паперових берез (Betula papyrifera), які є сукцесійним видом, часто є ознакою нещодавніх порушень, таких як пожежі або вирубка лісу.
У підліску ялиново-ялицевих лісів поширені пенсильванські клени (Acer pensylvanicum) та чагарники з родини вересових (Ericaceae), зокрема вузьколиста лохина (Vaccinium angustifolium) та різні види гекльберрі і чорниці (Vaccinium).
Серед здерев'янілих рослин, що зустрічаються у наземному ярусі лісу, слід відзначити східну чайну ягоду (Gaultheria procumbens) та куріпкову ягоду (Mitchella repens). Тут ростуть численні лісові квіти — північні клінтонії (Clintonia borealis), серцелисті піноцвіти (Tiarella cordifolia), північні лінеї (Linnaea borealis), несправжні фіалки (Rubus repens), дикі сарсапарілли (Aralia nudicaulis), канадські веснівки (Maianthemum canadense), північне вербозілля (Lysimachia borealis), канадський дерен (Cornus canadensis), різні види трицвітів (Trillium spp.) та зозулиних черевичків (Cypripedium spp.). Також в трав'яному ярусі зустрічаються різноманітні мохи, лишайники та папороті, особливо звичайні орляки (Pteridium aquilinum).
На думку американської екологині Емми Люсі Браун, ялиново-ялицеві ліси екорегіону не можна вважати справжніми бореальними лісами, оскільки в них домінують червоні ялини (Picea rubens), які не є бореальними деревами. Однак у лісах, що ростуть у північних районах Кейп-Бретонського нагір'я та на півострові Ґаспе, червоні ялини не зустрічаються, тому їх справді можна вважати бореальними лісами або тайгою. Ці ліси є частиною екорегіону східноканадських бореальних лісів.

### Мішані ліси
Мішані ліси регіону, також відомі як північні широколистяні ліси або тсуґово-широколистяні ліси, поширені на висоті до 700 м над рівнем моря, зокрема в долинах та на прибережних рівнинах. На висоті між 700 до 900 м над рівнем моря, зокрема на території від центрального Вермонта та Нью-Гемпшира до центрального Мена, спостерігається значне змішання широколистяних та хвойних лісових угруповань. Як правило, чим багатші ґрунти та помірніший клімат, тим більшою мірою в лісах будуть домінувати листяні дерева. Мішані ліси Нової Англії є північним продовженням поясу мішаних мезофільних лісів Аппалачів.
У північних широколистяних лісах екорегіону домінують чотири види дерев — цукрові клени (Acer saccharum), великолисті буки (Fagus grandifolia), жовті берези (Betula alleghaniensis) та хвойні канадські тсуґи (Tsuga canadensis). Серед інших дерев, що зростають у цих лісах, слід відзначити американський ясен (Fraxinus americana), червоний клен (Acer rubrum) та червоний дуб (Quercus rubra), який з просуванням на північ стає все більш рідкісним, а також сосну Веймута (Pinus strobus) та червону сосну (Pinus resinosa). На порушених ділянках лісу домінують паперові берези (Betula papyrifera) та американські осики (Populus tremuloides).
Вогонь відіграє набагато менш важливу роль у північних широколистяних лісах, характерних для цього екорегіону, ніж у дубових лісах, поширених далі на південь. Однак пожежі можуть бути важливим фактором порушень у мішаних лісах на півночі екорегіону, особливо в посушливі періоди. Так, у Нью-Брансвіку пожежі можуть охоплювати від 10 до 100 км². Іншими факторами, які відіграють роль у динаміці лісу, є періодичні вітроломи, які іноді набувають великих масштабів, а також бризки солоної води та вітер у приморських районах.

### Водно-болотні угіддя
Водно-болотні угіддя, зокрема низинні болота, торфові болота та заплави, що характеризуються великою кількістю води, надмірно зволоженими ґрунтами і унікальною флорою, зустрічаються по всьому екорегіону.
Торф'яники характеризуються кислими, надмірно зволоженими ґрунтами та шаром торфу, який утворюється зі спресованих залишків відмерлих рослин та накопичується на дні болота. На цих болотах росте мох сфагнум (Sphagnum spp), а також чагарники з родини вересових (Ericaceae), зокрема чашечкова торф'яниця (Chamaedaphne calyculata), ряснолиста андромеда (Andromeda polifolia), гренландський рододендрон (Rhododendron groenlandicum), багатолиста кальмія (Kalmia polifolia) та великоплідна журавлина (Vaccinium macrocarpon). Остання широко вирощується у комерційних цілях по всій Новій Англії. Поширеними елементами трав'яного ярусу торфових боліт є рослини-хижаки: круглолисті росички (Drosera rotundifolia) та пурпурові сарраценії (Sarracenia purpurea). Серед інших трав'янистих рослин, що ростуть на бідних болотяних ґрунтах, слід відзначити трилисту веснівку (Maianthemum trifolium) та деякі види орхідей, зокрема болотяну любку (Platanthera dilatata). Найпоширенішими деревами, які зустрічаються на старих зарослих торф'яниках, є чорні ялини (Picea mariana), західні туї (Thuja occidentalis), американські модрини (Larix laricina) та чорні ясени (Fraxinus nigra).
Дерева, що ростуть на низинних болотах, зазвичай досягають більшої висоти, ніж ті, що ростуть на торф'яниках. На низинних болотах, що зустрічаються в низинах та на півдні Нової Англії, ростуть канадські тсуґи (Tsuga canadensis), західні туї (Thuja occidentalis), американські модрини (Larix laricina), бальзамисті тополі (Populus balsamifera), червоні клени (Acer rubrum), атлантичні кипарисики (Chamaecyparis thyoides), чорні тупело (Nyssa sylvatica) та чорні ясени (Fraxinus nigra). У прохолодних, вологих, тінистих ярах канадські тсуґи можуть утворювати чисті насадження. На болотах, що зустрічаються в горах та на півночі екорегіону, переважають американські модрини (Larix laricina), чорні ялини (Picea mariana) та бальзамисті ялиці (Abies balsamea). В підліску цих лісів переважають різні види калини (Viburnum spp.)
У заплавах річок, на берегах озер і ставків, на периферії боліт, а також в інших вологих низинах, оточених мішаними лісами, переважають червоні клени (Acer rubrum), бальзамисті тополі (Populus balsamifera), чорні ясени (Fraxinus nigra), трикутнолисті тополі (Populus deltoides) та цукрові клени (Acer saccharum). У вологих низинах, оточених хвойними лісами, переважають червоні клени (Acer rubrum), цукрові клени (Acer saccharum), західні туї (Thuja occidentalis) та бальзамисті тополі (Populus balsamifera). У підліску цих лісів поширена біла вільха (Alnus incana subsp. rugosa) та різні види верби (Salix spp.).

## Фауна
Завдяки перехідному характеру екорегіону його фауна вирізняється високим різноманіттям. Тут зустрічається близько 60 видів ссавців, зокрема східні лосі (Alces alces americana), барибали (Ursus americanus), звичайні лисиці (Vulpes vulpes), сірі лисиці (Urocyon cinereoargenteus), руді рисі (Lynx rufus), ільки (Pekania pennanti), довгохвості ласиці (Neogale frenata), смугасті скунси (Mephitis mephitis), американські зайці (Lepus americanus), червоні вивірки (Tamiasciurus hudsonicus), сірі вивірки (Sciurus carolinensis), канадські голкошерсти (Erethizon dorsatum), звичайні ракуни (Procyon lotor), лісові бабаки (Marmota monax), східні бурундуки (Tamias striatus), північні літяги (Glaucomys sabrinus), південні літяги (Glaucomys volans) та віргінські опосуми (Didelphis virginiana). На берегах річок та озер поширені канадські бобри (Castor canadensis), канадські видри (Lontra canadensis), річкові візони (Neogale vison) та болотяні ондатри (Ondatra zibethicus). Серед дрібних ссавців, поширених в регіоні, слід відзначити південного болотяного лемінга (Synaptomys cooperi), оленячу мишу (Peromyscus maniculatus), лісову стрибаючу мишу (Napaeozapus insignis), соснову полівку (Microtus pinetorum), довгохвосту мідицю (Sorex dispar), димчасту мідицю (Sorex fumeus), волохатохвостого крота  (Parascalops breweri) та американського зірконоса (Condylura cristata).
Раніше на півночі екорегіону зустрічалися лісові карибу (Rangifer tarandus caribou), однак за останні століття внаслідок полювання їх популяція скоротилася, і вони були витіснені білохвостими оленями (Odocoileus virginianus). Східні вовки (Canis lupus lycaon), звичайні росомахи (Gulo gulo) та аллеганські лісові хом'яки (Neotoma magister) також зникли на території екорегіону, а північноамериканські пуми (Puma concolor couguar), східні вапіті (Cervus canadensis canadensis) та морські візони (Neogale macrodon) повністю вимерли. Водночас на місце зниклих вовків прийшли койоти (Canis latrans), які за останнє століття колонізували Атлантичний північний схід Північної Америки.
В межах екорегіону зустрічається понад 225 видів птахів, зокрема канадські дикуші (Canachites canadensis), американські орябки (Bonasa umbellus), великі індики (Meleagris gallopavo), північні зенаїди (Zenaida macroura), каролінки (Aix sponsa), віргінські пугачі (Bubo virginianus), неоарктичні сови (Strix varia), білоголові орлани (Haliaeetus leucocephalus), рудоплечі канюки (Buteo lineatus), чорноголові яструби (Accipiter cooperii), північні жовни (Dryocopus pileatus), червоноголові гіли (Melanerpes erythrocephalus), канадські дрімлюги (Antrostomus vociferus), рубіновогорлі колібрі (Archilochus colubris), блакитні сизойки (Cyanocitta cristata), канадські волоочки (Troglodytes hiemalis), канадські повзики (Sitta canadensis), світлоброві золотомушки (Regulus satrapa), королівські тирани (Tyrannus tyrannus), буроспинні феби (Sayornis phoebe), східні блакитники (Sialia sialis), горихвісткові пісняри (Setophaga ruticilla), північні пісняри (Parula americana), північні жовтогорлики (Geothlypis trichas), світлокрилі гаїчки (Poecile atricapillus), золоті чижі (Carduelis tristis), червоні кардинали (Cardinalis cardinalis), мандрівні дрозди (Turdus migratorius) та майже ендемічні канадські дрозди-короткодзьоби (Catharus bicknelli). Раніше в екорегіоні зустрічалися мандрівні голуби (Ectopistes migratorius), які колись були найчисленнішими птахами світу, однак внаслідок інтенсивного полювання вони повністю вимерли на початку XX століття. Територія екорегіону лежить уздовж Атлантичного пролітного шляху, яким щороку мігрують перелітні птахи.
Герпетофауна екорегіону включає торф'яникову черепаху (Glyptemys muhlenbergii), кайманову черепаху (Chelydra serpentina), каролінську коробчасту черепаху (Terrapene carolina), розмальовану черепаху (Chrysemys picta) та лісового гримучника (Crotalus horridus).

## Збереження
Ліси Нової Англії та Акадії інтенсивно вирубували протягом століть, а на їх місці створювали сільськогосподарські угіддя та великі поселення, такі як Галіфакс у Новій Шотландії, в якому проживає близько 440 тисяч людей. Незважаючи на те, що частина лісів з часом відновилася, незаймані праліси займають лише 5 % від загальної площі лісового покриву. Лісозаготівля все ще є основною галуззю промисловості в деяких частинах регіону, особливо в Мені та Квебеку, а сільське господарство продовжує розвиватися в західному Нью-Брансвіку, Новій Шотландії та Вермонті.
Близько 5 % площі екорегіону є заповідними територіями. Природоохоронні території включають: Національний парк Фанді та Провінційний парк гори Карлетон в Нью-Брансвіку, Національний парк Кеджімкуджік, Національний парк Кейп-Бретонського нагір'я та Провінційний парк мису Чігнекто у Новій Шотландії, Національний парк Монт-Оксфорд, Національний парк Монт-Мегантік, Національний парк Фронтенак, Провінційний парк Фронтенак, Провінційний парк Бік та Провінційний парк гори Карлетон у Квебеку, Національний парк Акадія, Державний парк Бакстер та Державний парк Графтон-Нотч в Мені, Національний парк Білих гір, Державний парк Франконія-Нотч та Ліс Неш-Стрім у Нью-Гемпширі, Національний ліс Зеленої гори, Державний ліс гори Менсфілд, Державний ліс Кемелс-Хамп, Державний ліс Патнем та Державний ліс Вікторі у Вермонті, а також Державний парк Мінневаска та Заповідник Мохонк в штаті Нью-Йорк.